# Emile Danco

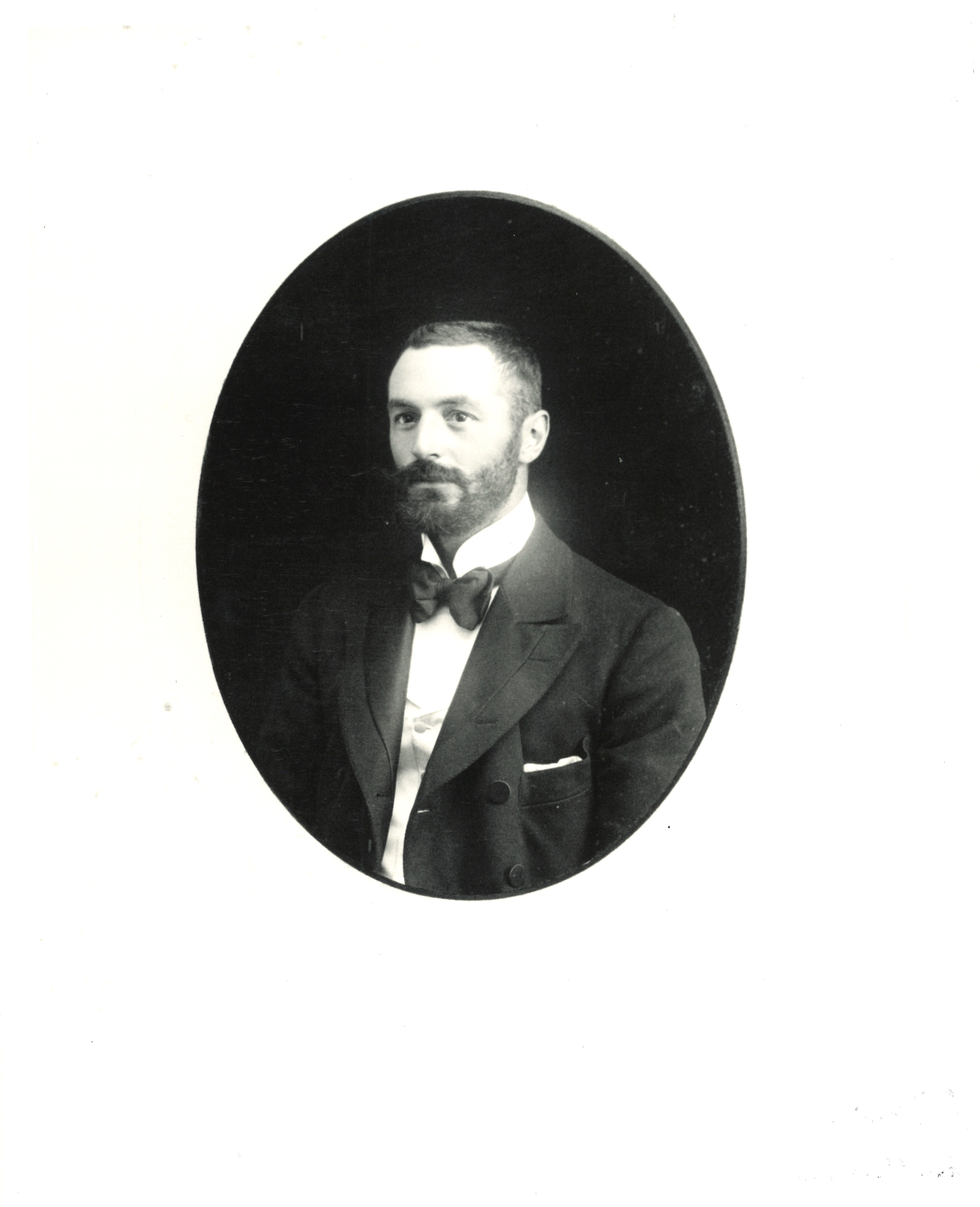
Portret van Emile Danco

Emile Danco (Mechelen, 29 november 1869 – 5 juni 1898) was een luitenant bij de Belgische artillerie en ontdekkingsreiziger. Hij nam deel aan de Belgische Antarctische expeditie van 1897-1899 onder leiding van Adrien de Gerlache.

## Belgische Antarctische Expeditie
Als vriend van Adrien de Gerlache was Emile Danco een van de eersten die de Belgica-expeditie steunde. Hij werd door de Gerlache aangenomen om deel uit te maken van de bemanning. Gedurende de expeditie zou Danco behoren tot de wetenschappelijke staf en stond hij in voor de observaties in verband met fysische aardrijkskunde, aardmagnetisme en meteorologie. Om zich optimaal voor te bereiden op zijn takenpakket volgde Danco nog enkele lessen en leerde hij skiën toen de Belgica in Noorwegen werd klaargemaakt.
Danco werd door Georges Lecointe beschreven als “de meest toegewijde en de meest enthousiaste vriend van de expeditie. Aan boord gaf hij steeds en altijd het voorbeeld van de meest strikte discipline”. Jan Van Mirlo noemde Danco dan weer “een doorgoed mens” en de “normaalste” van de wetenschappers.
Gedurende de expeditie begaf Danco zich samen met de andere wetenschappers verschillende malen buiten het schip om dieper in het nieuw ontdekte land metingen te kunnen doen. Hij stelde zelfs zijn magnetisch observatorium buiten op het ijs op.

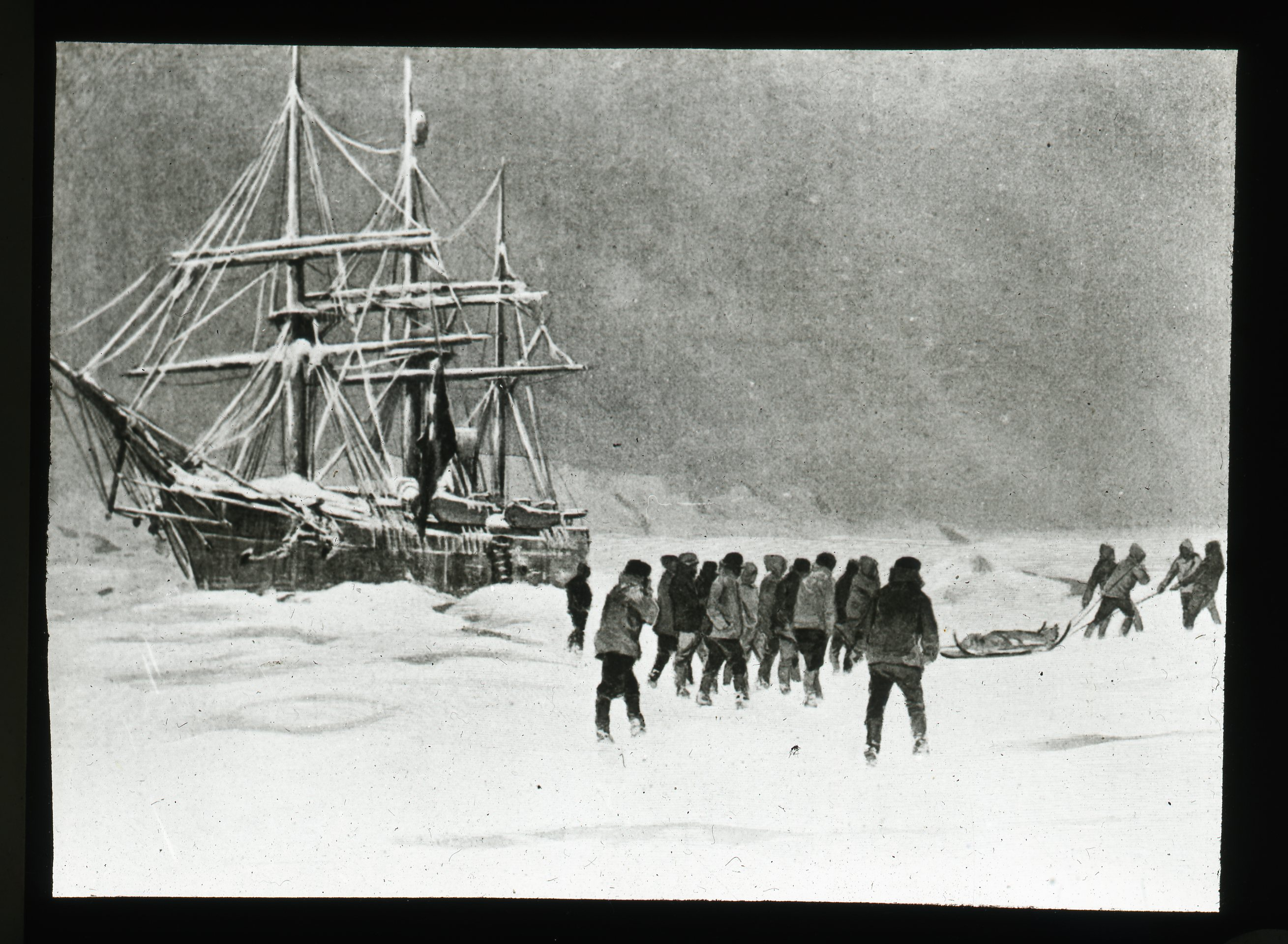
Begrafenis van Emile Danco

In maart 1898 begon Danco echter last te krijgen van ademhalingsproblemen. Twee maanden later werd hij zwaarder ziek en wanneer de andere bemanningsleden op 18 mei de laatste zonnestralen zagen, wat het begin van de zogeheten poolnacht inluidde, moest Danco binnen blijven. De arts aan boord van het schip, de Amerikaan Frederick Cook, had een slecht oog in de toestand van de Belgische wetenschapper. In zijn boek schreef Cook dat Danco leed aan een hartziekte, waarvan hij al op de hoogte was voor het vertrek van de expeditie. Cook verklaarde dat Danco in normale omstandigheden weinig last van de hartziekte zou hebben, maar dat de zeer zware mentale en fysieke omstandigheden van de expeditie, en het gebrek aan vers eten en zonlicht Danco parten begonnen spelen.
Danco's toestand werd niet beter en op 5 juni 1898 overleed hij. Twee dagen later werd zijn lichaam via een gat in het pakijs in de zee geborgen. De expeditieleden benoemden een stuk land naar hun overleden vriend, het huidige Danco coast.
- Système universitaire de documentation: 243599250
- Virtual International Authority File: 8042159248295404870008